# Flaccisagitta hexaptera
Flaccisagitta hexaptera är en djurart som tillhör fylumet pilmaskar, och som först beskrevs av d'Orbigny 1836.  Flaccisagitta hexaptera ingår i släktet Flaccisagitta och familjen Sagittidae. Inga underarter finns listade i Catalogue of Life.